# 新朱門怨
《新朱門怨》（英語：The Shen Saga），是香港亞洲電視1993年拍攝的電視連續劇，全劇共10集，監製王天林。

## 演員表
- 譚炳文 飾 沈泉（沈家老爺）
- 歐陽珮珊 飾 林瑞芳（沈家大少奶）
- 熊德誠 飾 沈昌華（沈家二少）
- 樂　蓓 飾 周慕貞（沈家二少奶）
- 江　華 沈昌偉（沈家三少）
- 翁　虹 唐寶珊（沈家三少奶）
- 林祖輝 飾 飾 沈昌英（沈家四少）
- 冼煥貞 飾 周慕雪（沈家二少奶妺）
- 嚴秋華 飾 阿洪
- 吳紫妍
- 劉兆璋
- 司馬華龍 飾 沈家太老爺
- 萬斯敏 飾 秋兒（沈家三少奶的妹仔）
- 楊澤霖 飾 沈坤（沈家二老爺）
- 劉芊愉
- 李岡龍 飾 熊其方（沈家表少）
- 陳麗雲
- 鄭文霞
- 譚少英
- 佘文炳
- 周兆麟
- 韋家雄
- 江　虹
- 仲　煒
- 劉　準
- 邱展鵬
- 黃曼凝
- 陳　東
- 程文意
- 梁錦燊
- 周美玲
- 李陽春
- 曾贊安
- 榮　飆
- 易君鴻
- 文偉鴻

## 軼事
此劇是文偉鴻至今為止最後一部電視劇。為1993年在亞視劇集《新朱門怨》；此之後他離開香港亞洲電視，並轉投無線電視、展開後全身的投入發展。
此劇亦是歐陽佩珊至今為止全城投身並轉入中醫師行業以及息影前亦都在亞視最後一部的劇集作品。

## 外部連結
- 歐陽珮珊~~感動留心間 - 新朱門怨